# Kauaiina
Kauaiina is een geslacht van vlinders van de familie spanners (Geometridae), uit de onderfamilie Larentiinae.

## Soorten
- K. alakaii Riotte, 1979
- K. ioxantha Meyrick, 1899
- K. molokaiensis Riotte, 1979
- K. montgomeryi Riotte, 1978
- K. parva Riotte, 1980